# Вільканув
Вільканув (пол. Wilkanów, нім. Wölfelsdorf) — село в Польщі, у гміні Бистшиця-Клодзька Клодзького повіту Нижньосілезького воєводства.
Населення — 1129 осіб (2011).
У 1975-1998 роках село належало до Валбжиського воєводства.

## Демографія
Демографічна структура станом на 31 березня 2011 року:
|          | Загалом | Допрацездатний вік | Працездатний вік | Постпрацездатний вік |
| -------- | ------- | ------------------ | ---------------- | -------------------- |
| Чоловіки | 573     | 113                | 408              | 52                   |
| Жінки    | 556     | 94                 | 357              | 105                  |
| Разом    | 1129    | 207                | 765              | 157                  |